# جلال‌آباد دزک
جلال‌آباد دزک، روستایی از توابع بخش مرکزی شهرستان اشکذر در استان یزد ایران است.
که بیشتر زیر کشت گلخانه‌ای هست و با توجه به آزمایش و تحقیقات انجام شده بهترین خاک و خیار ایران را دارد.
جلال آباد دزک دارای آب خوبی برای کشاورزی است.
از بنای تاریخی آن می‌توان به قلعه دزک،حمام قدیمی دزک،مسجد ملک آباد محله قدیم دزک و... نام برد.

## جمعیت
این روستا در دهستان رستاق قرار دارد و براساس سرشماری مرکز آمار ایران در سال ۱۳۸۵، جمعیت آن ۱۳۵ نفر (۳۳خانوار) بوده‌است.